# Зачеплення (теорія вузлів)

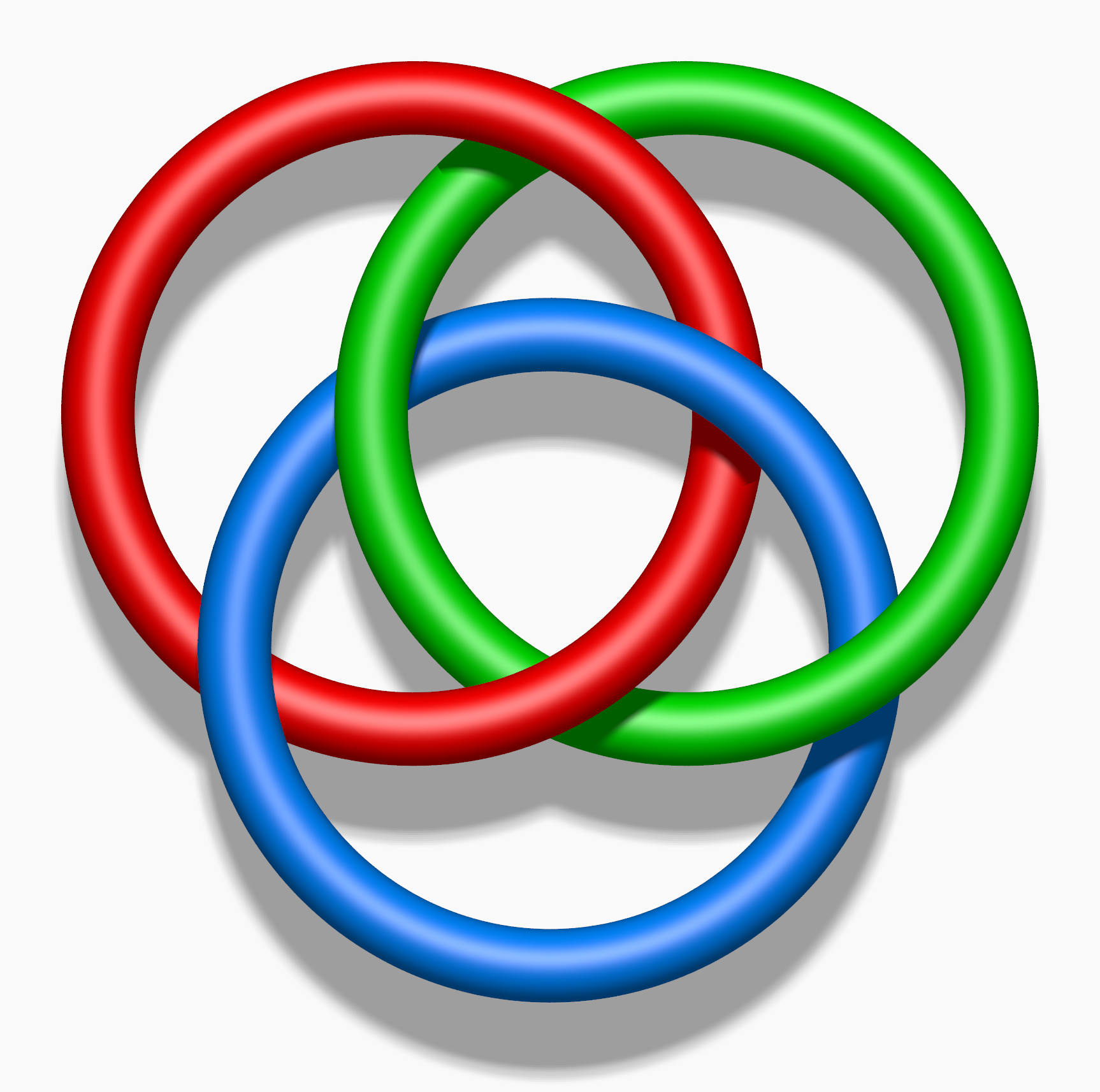
Кільця Борромео
Позначення= L6a4
Число ниток = 3
Довжина коси= 6
Число перетинів= 6
Гіперболічний об'єм= 7.327724753
Клас= гіперболічний

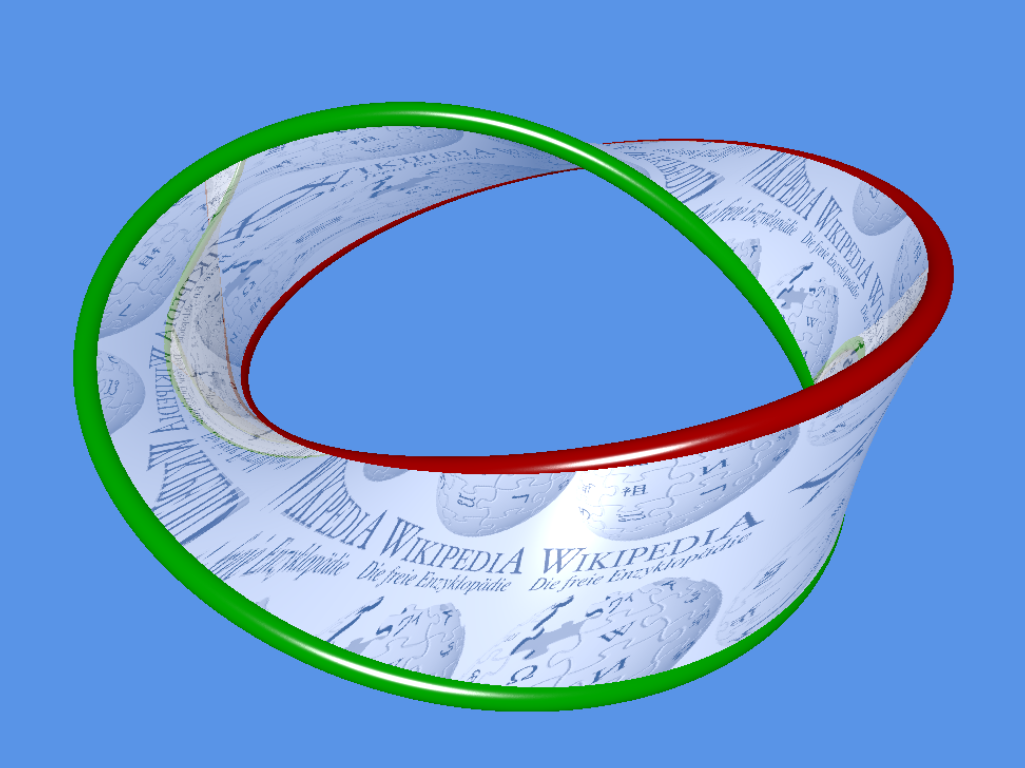
Зачеплення Гопфа, в якому кільця з'єднані стрічкою і є її краями.

Трилисник, зчеплений з колом.

Вкладення (частіше — його образ) незв'язної суми {\displaystyle \mu } примірників кола в {\displaystyle \mathbb {R} ^{3}} або {\displaystyle S^{3}} називається зачепленням кратності {\displaystyle \mu }.
Зачеплення кратності {\displaystyle \mu =1} називається вузлом.
Вузли, складові даного зачеплення, називаються його компонентами.
Охоплювально-ізотопічні класи зачеплень називаються типами зачеплень. Зачеплення одного типу називаються еквівалентними.
Зачеплення, що складається з деяких компонент зачеплення {\displaystyle L}, називається його частковим зачепленням.
Кажуть, що зачеплення розпадається (або розщеплюється), якщо два його часткових зачеплення розділені в {\displaystyle S^{3}} двовимірною сферою.

### Деякі типи зачеплень
- Зачеплення «{\displaystyle 0,\;0,\;\ldots ,\;0}», що лежить у площині в {\displaystyle \mathbb {R} ^{3}}, називається тривіальним.
- Зачеплення називається брунновим, якщо розпадається кожне його часткове зачеплення, крім нього самого.
- Найбільш вивчені кусково-лінійні зачеплення. Розгляд гладких або локально плоских топологічних вкладень в {\displaystyle \mathbb {R} ^{3}} приводить до теорії, що збігається з кусково-лінійною.
- Крім площини всяке зачеплення можна розташувати на стандартно вкладеній в {\displaystyle \mathbb {R} ^{3}} замкненій поверхні. Наприклад, зачеплення можна розташувати на незавузленому торі або кренделі, тоді таке зачеплення буде називатися відповідно торичним, або крендельним.
- Зачеплення, що лежить на межі трубчастого околу вузла називається обмоткою вузла {\displaystyle k}. Зачеплення, яке можна отримати багаторазовим взяттям обмоток, починаючи з тривіального вузла, називається трубчастим, або складним кабельтовим.

### Задання зачеплень
Зазвичай зачеплення задаються за допомогою так званих діаграм вузлів і зачеплень. Цей метод тісно пов'язаний з поняттям кіс. Якщо у косі з {\displaystyle 2n} ниток з'єднати вгорі і внизу по {\displaystyle n} пар сусідніх кінців відрізками, то вийде зачеплення, зване {\displaystyle 2n}-сплетінням.
Інший спосіб конструювання зачеплень з кіс полягає в замиканні кіс. Якщо між двома паралельними площинами {\displaystyle \Pi _{1}} і {\displaystyle \Pi _{2}} в {\displaystyle \mathbb {R} ^{3}} взяти {\displaystyle 2m} ортогональних їм відрізків і з'єднати їхні кінці попарно {\displaystyle m} дугами в {\displaystyle \Pi _{1}} і {\displaystyle m} дугами в {\displaystyle \Pi _{2}} без перетинів, то сума всіх дуг і відрізків дасть зачеплення. Зачеплення, що допускає таке подання називається зачепленням з {\displaystyle m} мостами.

## Приклади зачеплень

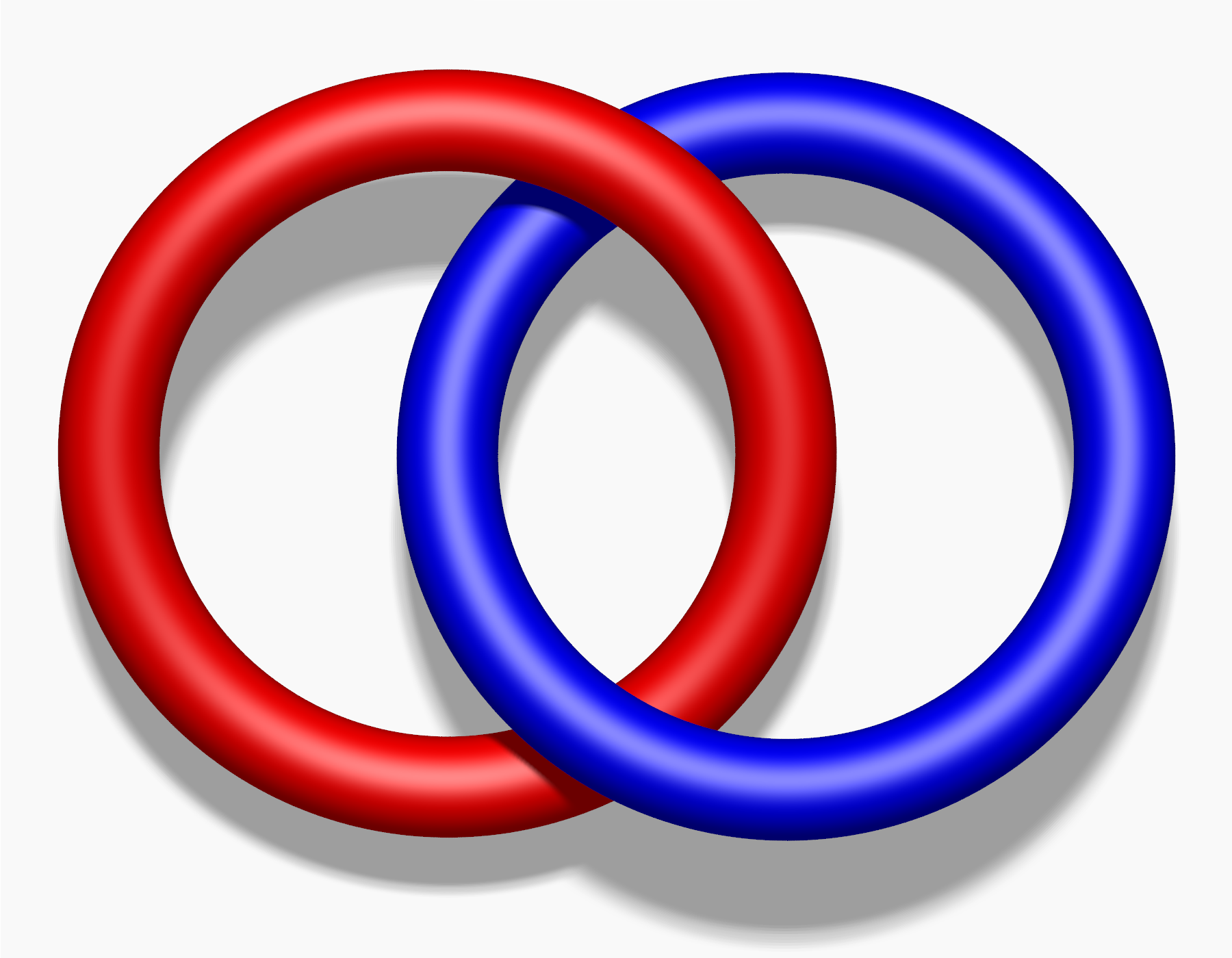
Зачеплення Гопфа
Позначення= L2a1
Число ниток = 2
Довжина коси= 2
Число перетинів= 2
Коефіцієнт зачеплення= 1
Гіперболічний об'єм= 0
Клас= тор

- Зачеплення Гопфа — найпростіше нетривіальне зачеплення з двома і більше компонентами [1], складається з двох кіл, зачеплених одноразово[2] і назване на честь Гайнца Гопфа.[3]

Вузол Соломона
Число ниток = 4
Довжина коси= 8
Число перетинів= 4
Число розплутування =2
ab-нотація =4
Гіперболічний об'єм= 0
альтернуючий

- Вузол Соломона, два кільця з подвійним зачепленням
- Кільця Борромео[4] — це зачеплення, що складається з трьох топологічних кіл, які зчеплені і утворюють бруннове зачеплення (тобто видалення будь-якого кільця призведе до роз'єднання двох кілець). Іншими словами, ніякі два з трьох кілець не зчеплені як в зачепленні Гопфа, проте, всі разом вони зчеплені.